# 熱河龍科
熱河龍科（Jeholosauridae）是鳥臀目的一科，是群植食性恐龍，生存於白堊紀（阿普第階到桑托階，可能存活到坎潘階）的亞洲。熱河龍科是在2012年由一群中國古生物學家所提出，範圍包含：鳥臀目之中，親緣關係接近於上園熱河龍，而離福氏稜齒龍、被尼薩爾禽龍、安氏原角龍、懷俄明厚頭龍、漠視奇異龍較遠的所有物種。熱河龍科目前包含：模式屬熱河龍、何耶龍、長春龍，可能還有韓國龍、越龍。